# Ode aan verbinding
Ode aan verbinding is een onorthodoxe muurschildering in Amsterdam-Zuidoost. 
Het artistiek kunstwerk is een buurtinitiatief van bewoners van de Snelleveldstraat in de wijk Reigersbos. Deze wijk werd in de ogen van kunstenaar Munir de Vries gekenmerkt door eenvormigheid. Een van de blinde muren en een voorbeeld daarvan bevond zich bij huisnummer 4, waarbij de woningen plots overgaan in particuliere boxen. De Vries maakte in die tijd (2020) meest muurschilderingen, met name in Amsterdam en Utrecht. Op een aantal plaatsen in Amsterdam-Zuidoost werden middels die muurschilderingen blinde muren voorzien van een kunstwerk. Een probleem echter aan de Snelleveldstraat was, dat Woningcorporatie Eigen Haard (mede financier) geen toestemming gaf de muur te beschilderen. Met vormgever Daniel Boeten (buurman van De Vries) werd een manier bedacht om de muur toch te voorzien van een kunstwerk. Een oplossing werd gevonden door meer dan honderd beschilderde stukken staal en hout tot een kunstvorm te verheffen. Het infobordje meldt dat het dus eigenlijk een werk in 2,5 dimensies is; wel lengte en breedte, maar nauwelijks diepte.
De Ode van verbinding moeten bewoners en natuur samenbrengen. Het werk is in december 2020 aan de muur bevestigd.